# Nils T. Svensson
Nils Torgny Svensson, född 14 juli 1940 i Markaryd, är en svensk socialdemokratisk politiker, som mellan 1982 och 1998 var riksdagsledamot för valkretsen Fyrstadskretsen.